# Distretto di Kiverci
Il distretto di Kiverci (Ucraino: Ківерцівський район) era un distretto dell'Ucraina, situato nell'oblast' di Volinia. Il suo capoluogo era Kiverci. È stato soppresso in seguito alla riforma amministrativa del 2020.